# Полегшена дифузія
Полегшена дифузія — дифузія, що відбувається через перенесення іонів спеціальними молекулами-переносниками за рахунок дифузії переносника разом з речовиною. Найбільш докладно це явище вивчене для випадку перенесення іонів деякими антибіотиками, наприклад валіноміцин. Встановлено, що валіноміцин різко підвищує проникність мембрани для іонів К+ завдяки специфіці своєї структури. У ньому формується порожнина, в яку точно і міцно вписується іон К+ (іон Na+ занадто великий для отвори в молекулі валіноміцина). Молекула валіноміцина, «захопивши» іон К+, утворює розчинний у ліпідах комплекс і проходить через мембрану, потім іон К+ залишається, а переносник йде назад.